# Spermophorides heterogibbifera
Spermophorides heterogibbifera là một loài nhện trong họ Pholcidae. Loài này có ở quần đảo Canaria và là loài điển hình của chi Spermophorides.